# Équipe d'Uruguay de football à la Copa América 1924
L'équipe d'Uruguay de football participe à sa 8e Copa América lors de cette édition 1924 qui a eu lieu à Montevideo en Uruguay du 12 octobre au 2 novembre 1924.

## Résultats

### Classement final
Les quatre équipes participantes sont réunies au sein d'une poule unique où chaque formation rencontre une fois ses adversaires. À l'issue des rencontres, l'équipe classée première remporte la compétition.
|   | Équipe    | Pts | J | G | N | P | BP | BC | Diff |
| - | --------- | --- | - | - | - | - | -- | -- | ---- |
| 1 | Uruguay   | 5   | 3 | 2 | 1 | 0 | 8  | 1  | +7   |
| 2 | Argentine | 4   | 3 | 1 | 2 | 0 | 2  | 0  | +2   |
| 3 | Paraguay  | 3   | 3 | 1 | 1 | 1 | 4  | 4  | 0    |
| 4 | Chili     | 0   | 3 | 0 | 0 | 3 | 1  | 10 | -9   |

| 19 octobre | Uruguay | 5 | 0 | Chili     |
| 26 octobre | Uruguay | 3 | 1 | Paraguay  |
| 2 novembre | Uruguay | 0 | 0 | Argentine |

### Matchs
| 19 octobre 1924                                                                                 | Uruguay                                          | 5 – 0                                                                                              | Chili | Parque Central (Montevideo)                   |                                               |
|                                                                                                 | Petrone 40e, 53e, 88e · Zingone 73e · Romano 78e | (1 - 0)                                                                                            |       | Spectateurs : 15 000 Arbitrage : Eduardo Jara | Spectateurs : 15 000 Arbitrage : Eduardo Jara |
| Mazali - Nasazzi, Arispe - Bucetta, Zingone, Ghierra - Urdinarán, Scarone, Cea, Petrone, Romano | Équipes                                          | Ramírez - Ernst, Hamablet - F. Arellano, Toro, Morales - Abarzúa, Reyes, Domínguez, Molina, Olguín |       | Spectateurs : 15 000 Arbitrage : Eduardo Jara | Spectateurs : 15 000 Arbitrage : Eduardo Jara |

| 26 octobre 1924                                                                                   | Uruguay                            | 3 – 1 | Paraguay        | Parque Central (Montevideo)                     |                                                 |
|                                                                                                   | Petrone 28e · Cea 66e · Romano 83e | (2 - 0) | Urbita Sosa 77e | Spectateurs : 14 000 Arbitrage : Alberto Parodi | Spectateurs : 14 000 Arbitrage : Alberto Parodi |
| Mazali - Nasazzi, Arispe - Alzugaray, Zingone, Ghierra - Urdinarán, Scarone, Cea, Petrone, Romano | Équipes                            | Denis - Durand, Sirvent - Centurión Miranda, Fleitas Solich, I. Benítez Casco - Capdevila, Molinas, Urbita Sosa, Rivas, Fretes |                 | Spectateurs : 14 000 Arbitrage : Alberto Parodi | Spectateurs : 14 000 Arbitrage : Alberto Parodi |

| 2 novembre 1924                                                                                    | Uruguay | 0 – 0                                                                                                 | Argentine | Parque Central (Montevideo)                   |                                               |
| |         | (0 - 0)                                                                                               |           | Spectateurs : 20 000 Arbitrage : Carlos Fanta | Spectateurs : 20 000 Arbitrage : Carlos Fanta |
| Mazali - Nasazzi, Arispe - Alzugaray, Zingone, Ghierra - Urdinarán, Barlocco, Cea, Petrone, Romano | Équipes | Tesoriere - Bidoglio, Bearzotti - Médici, Cochrane, Solari - Tarasconi, Loyarte, Sosa, Seoane, Onzari |           | Spectateurs : 20 000 Arbitrage : Carlos Fanta | Spectateurs : 20 000 Arbitrage : Carlos Fanta |

| Championnat sud-américain de football de 1924 - Vainqueur Uruguay 5e titre |